# Umbra II
Umbra II ist ein Jazzalbum des Elias Stemeseder/Christian Lillinger Quartet mit Peter Evans und Russell Hall. Die am 9. Oktober 2023 im Van Gelder Studio in Englewood Cliffs, New Jersey, entstandenen Aufnahmen erschienen 2024 auf Intakt Records.

## Hintergrund
Seit 2021 arbeiten Elias Stemeseder und Christian Lillinger im Duo und legten zu zweit die Alben Penumbra (2022) und Antumbra (2024) vor. Ende September 2022 spielten Stemeseder und Lillinger das Album Umbra unter Beteiligung von Peter Evans, Brandon Seabrook, DoYeon Kim (Gayageum) und Russell Hall in New York ein. Das zweite Combo-Album Umbra II ist auf das Quartett-Format reduziert. Neben ihren Hauptinstrumenten spielten die beiden Co-Leader hier, anders als auf den genannten weiteren Alben, nicht eine Reihe elektronischer Instrumente.

## Titelliste
- Stemeseder Lillinger Quartet Feat. Peter Evans & Russell Hall: Umbra II[1]

1. Neue Form pt. I 8:58
2. Neue Form pt. II 7:06
3. Neue Form pt. III 2:29
4. Myokard 09:21
5. Resolution Points 4:06
6. Blendung 7:00
7. Baltum 5:39
8. Mandelbrot Sagittar 7:52
9. STKH pt. I 8:20
10. STKH pt. II 5:55
11. STKH pt. III 3:34
12. Dog 5:35
13. Eau-Forte/Strong Water 3:50

Die Kompositionen stammen von Elias Stemeseder und Christian Lillinger.

## Rezeption

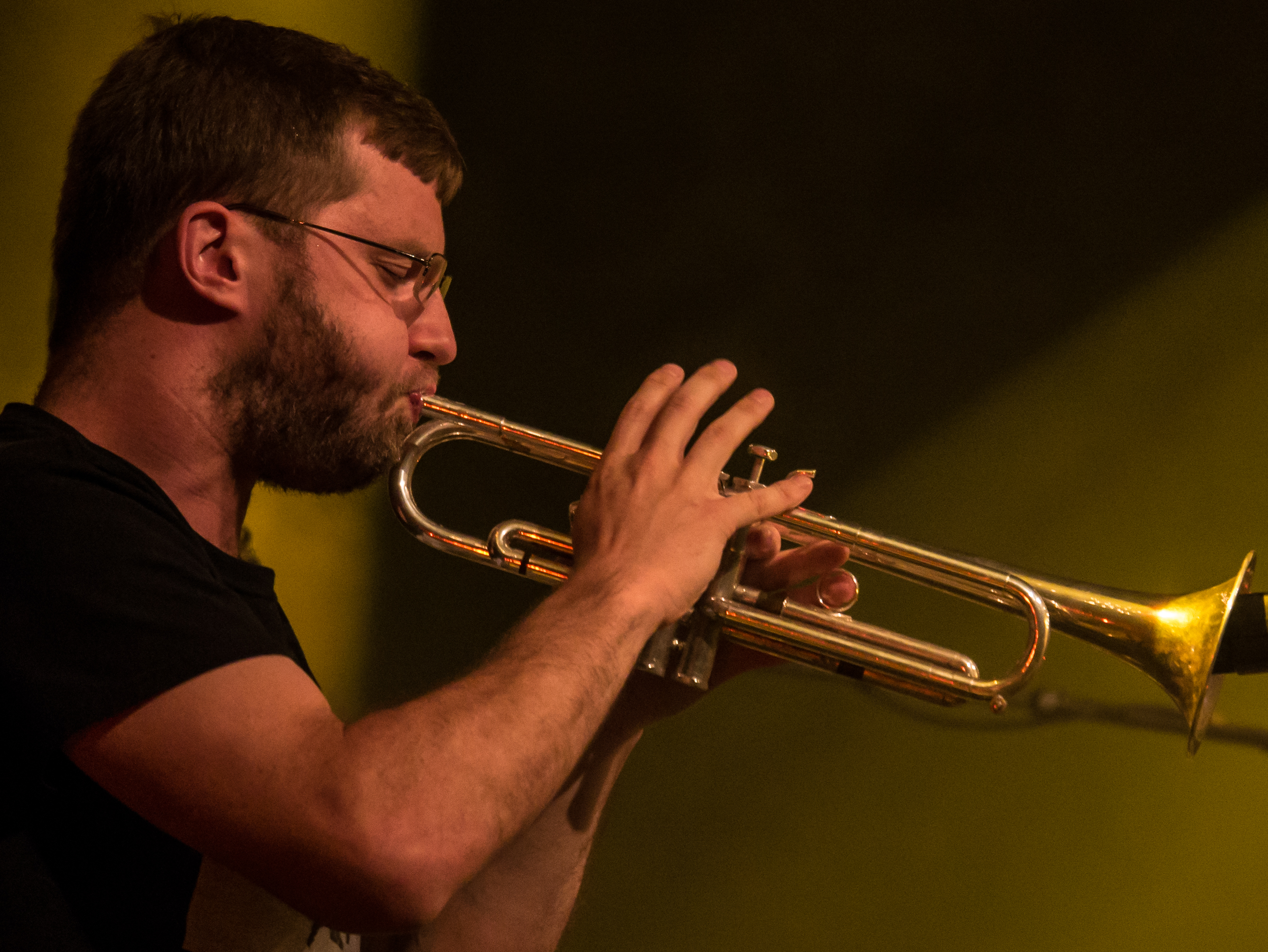
Trompeter Peter Evans beim Moers Festival 2015

Man stelle sich ein musikalisches Universum vor, in dem sich die Avantgarde-Entdecker des Jazz mit der Präzision eines Schweizer Uhrmachers vereinen. In diesem paradoxen Bereich würde das Stemeseder Lillinger Quartett gedeihen, indem es komplizierte Klangteppiche erschaffe, die sich konventionellen melodischen Strukturen widersetzten, schrieb Glenn Astarita in All About Jazz. Das Quartett habe mit Umbra II ein komplexes und faszinierendes Nachfolgealbum geschaffen. Das furchtlose Experimentieren und die grenzenlose Kreativität des Quartetts würden eine erfrischende Abkehr von den formelhaften Klängen bieten, die den Äther dominieren. Dennoch sei dies keine Musik für schwache Nerven – es sei eine klangliche Achterbahnfahrt, und darin liege die wahre Schönheit.
Stemeseders Klavierspiel sei hier deutlich ausgeprägter als bei ihrem ersten Umbra-Projekt, meinte Jan Granlie (Salt Peanuts). Mit Stemeseder weit vorne in der Klanglandschaft und mit dem exzellenten Trompeter Peter Evans, wie ein Miles Davis von heute, und mit extrem treibenden Kompositionen, würde diese Musik den Hörer direkt zurück zu den Miles-Davis-Aufnahmen der späten 1970er Jahre schicken. Und mit Lillinger als solider treibender Kraft im Hintergrund und mit einem kontinuierlichen und hervorragenden Bassspiel von Hall sei dies eine exquisite Aufnahme, bei der der Blick in die Zeit zurückgeht, aber alle acht Augen nach vorne gerichtet sind. Dies sei eine brillante Veröffentlichung von vier Musikern geworden, die sich mit Miles auskennen und sein Spiel aus den 70ern auf herausragende Weise erweitern würden.
Im österreichischen Falter bemerkte der anonyme Rezensent zu Umbra II: „Vielfach hyperhibbelig, oft mit großer gestischer Wucht, stets die Physis des Klangs hervorstreichend und mit störrischer Insistenz“ verrichte das Quartett seine Arbeit. Bei einer Albumlänge von 80 Minuten werde allerdings „den Hörerinnen und Hörern so einiges abverlangt.“